# Королевские военно-воздушные силы Малайзии

Флаг Королевских ВВС Малайзии

Королевские военно-воздушные силы Малайзии (малайск. Tentera Udara Diraja Malaysia) — один из видов вооружённых сил Малайзии.

## История
Королевские военно-воздушные силы Малайзии (RMAF) появились в 1958 году, когда страна получила независимость от Великобритании. Изначально у них было несколько небольших самолётов, а помощь в обучении и оборудовании шла от британцев.
В 1960-х годах, во время конфликта с Индонезией (Кончинский кризис), RMAF стали важной частью защиты страны. В это время они получили первые боевые самолёты.
В 1970-х и 1980-х годах ВВС Малайзии активно развивались. Страна покупала новые самолёты, такие как американские истребители F-5 и британские вертолёты. В этот период ВВС участвовали в патрулировании воздушного пространства и защищали границы.
К началу 2000-х годов ВВС Малайзии получили современные истребители Су-30 из России, что сделало их сильнее. Они продолжают выполнять важные задачи, такие как патрулирование и гуманитарные миссии, например, помощь при стихийных бедствиях.

## Организационная структура
Организационная структура Королевских военно-воздушных сил Малайзии (RMAF) включает несколько ключевых элементов, которые помогают эффективно управлять и защищать воздушное пространство страны. Вот основные уровни:

#### 1. Главнокомандующий ВВС
- Самый высокий офицер, который отвечает за всё управление и стратегию ВВС Малайзии. Он подчиняется Министерству обороны страны.

#### 2. Штаб ВВС
- Центральный орган управления ВВС, где принимаются важные решения о планировании операций, развитии авиации и логистике. Включает различные департаменты, такие как:
  - Операции и боевые задачи: Координирует военные миссии и патрулирование.
  - Логистика и снабжение: Обеспечивает самолёты топливом, запчастями и техникой.
  - Планирование и обучение: Разрабатывает стратегии и обучает персонал.

#### 3. Оперативные командования
ВВС разделены на три крупных командования, каждое из которых отвечает за разные регионы страны или типы задач:
- Западное командование (Western Command): Отвечает за западную часть Малайзии.
- Восточное командование (Eastern Command): Охватывает восточную часть, включая острова Борнео.
- Поддерживающие и вспомогательные силы (Support Command): Отвечают за техническое обслуживание, снабжение и медицинскую помощь.

#### 4. Воздушные базы
- По всей стране расположены базы ВВС, каждая из которых выполняет свои задачи:
  - Боевые базы: Размещают боевые самолёты и ведут воздушные операции.
  - Тренировочные базы: Используются для обучения новых пилотов и техники.
  - Логистические базы: Обеспечивают снабжение и техническое обслуживание самолётов.

#### 5. Боевые подразделения
- Включают в себя авиационные эскадрильи, в которых находятся самолёты и их экипажи:
  - Истребители и бомбардировщики: Для защиты и атаки.
  - Транспортные самолёты и вертолёты: Для перевозки грузов и спасательных операций.
  - Разведывательные самолёты: Для наблюдения за противником.

#### 6. Поддерживающие подразделения
- Отвечают за различные вспомогательные задачи, такие как ремонт техники, медицинская помощь, связь и разведка.

Королевские ВВС Малайзии также тесно сотрудничают с ВМС и армией страны, чтобы совместно защищать Малайзию и поддерживать национальную безопасность.

## Пункты базирования
- Pangkalan Udara Butterworth
- Pangkalan Udara Subang
- Pangkalan Udara Kuala Lumpur
- Pangkalan Udara Kuantan
- Pangkalan Udara Gong Kedak
- Pangkalan Udara Labuan
- Pangkalan Udara Kuching
- TUDM Bukit Ibam
- TUDM Bukit Jugra
- TUDM Bukit Lunchu

## Боевой состав
| Обозначение формирования или части | Вооружение и оснащение | Место расположения |
| ---------------------------------- | ---------------------- | ------------------ |
| 1-я эскадрилия                     |                        |                    |
| 2-я эскадрилия                     |                        |                    |
| 3-я эскадрилия                     |                        |                    |
| 9-я эскадрилия                     |                        |                    |
| 10-я эскадрилия                    |                        |                    |
| 11-я эскадрилия                    |                        |                    |
| 15-я эскадрилия                    |                        |                    |
| 16-я эскадрилия                    |                        |                    |
| 17-я эскадрилия                    | MiG-29N и MiG-29NUB    |                    |
| 18-я эскадрилия                    |                        |                    |
| 19-я эскадрилия                    | MiG-29N и MiG-29NUB    |                    |
| 20-я эскадрилия                    |                        |                    |

## Техника и вооружение
Данные о технике и вооружении Королевских ВВС Малайзии взяты со страницы журнала Aviation Week & Space Technology.
| Тип | Производство     | Назначение                                                | Количество       | Изображение      | Примечания |
| Учебные самолёты                                                                                          | Учебные самолёты | Учебные самолёты                                          | Учебные самолёты | Учебные самолёты | Учебные самолёты |
| --- | ---------------- | --------------------------------------------------------- | ---------------- | ---------------- | --- |
| Pilatus PC-7 Pilatus PC-7 Mk II                                                                           | Швейцария        | учебно-тренировочный самолёт учебно-тренировочный самолёт | 25 18            |                  | |
| Aermacchi MB.339AM Aermacchi MB.339CM                                                                     | Италия           | учебно-боевой самолёт учебно-боевой самолёт               | 3 5              |                  | |
| BAе Systems Hawk Мk. 108                                                                                  | Великобритания   | учебно-боевой самолёт                                     | 5                |                  | |
| Специальные самолёты                                                                                      |                  |                                                           |                  |                  | |
| Northrop RF-5E                                                                                            | США              | самолёт-разведчик                                         | 2                |                  | |
| Боевые самолёты                                                                                           |                  |                                                           |                  |                  | |
| BAe Systems Hawk Mk. 208                                                                                  | Великобритания   | истребитель-бомбардировщик                                | 17               |                  | В конце 1990 года Малайзия заказала 18 самолётов. Поставки осуществлялись с 1993 по 1995 год. Малайзийские самолёты отличает приёмная штанга для дозаправки в воздухе. Это единственная модификация подобного рода в семействе Hawk. |
| Northrop F-5E Tiger II Northrop F-5F Tiger II                                                             | США              | многоцелевой истребитель учебный истребитель              | 6 2              |                  | Поставлены 1975-1976 |
| F/A-18D Hornet                                                                                            | США              | истребитель-бомбардировщик                                | 8                |                  | Поставлены в 1994-1995 |
| Су-30МКМ                                                                                                  | Россия           | многоцелевой истребитель                                  | 18               |                  | Поставлены в 2007-2009 |
| МиГ-29Н МиГ-29НУБ                                                                                         | Россия           | многоцелевой истребитель учебно-боевой истребитель        | 8 2              |                  | В 1995 году поставлено 18 истребителей (16 МиГ-29СЭ и 2 МиГ-29УБ). В 1998-1999 годах модернизированны. Два МиГ-29 были потеряны в результате аварий в 1998 и 2005 году.                                                              |
| Транспортные самолёты                                                                                     |                  |                                                           |                  |                  | |
| Airbus A400M                                                                                              | Европа           | транспортный самолёт                                      | 4                |                  | |
| Lockheed C-130H Hercules Lockheed C-130H-30 Hercules Lockheed C-130H-MP Hercules Lockheed C-130T Hercules | США              | транспортный самолёт транспортный самолёт                 | 5 5 2            |                  | |
| IPTN CN-235                                                                                               | Индонезия        | транспортный самолёт                                      | 8                |                  | |
| Fokker F28-100B                                                                                           | Нидерланды       | транспортный самолёт                                      | 1                |                  | |
| De Havilland Canada DHC-4A                                                                                | Канада           | транспортный самолёт                                      | 6                |                  | |
| Airbus ACJ                                                                                                | Европа           | административный самолёт                                  | 1                |                  | |
| Bombardier Global Express                                                                                 | Канада           | административный самолёт                                  | 1                |                  | |
| British Aerospace HS.125-400B                                                                             | Великобритания   | административный самолёт                                  | 2                |                  | |
| Dassault Aviation Falcon 900                                                                              | Франция          | административный самолёт                                  | 1                |                  | |
| Cessna 402B                                                                                               | США              | административный самолёт                                  | 10               |                  | |
| Вертолёты                                                                                                 |                  |                                                           |                  |                  | |
| Ми-171 | Россия           | транспортный вертолёт                                     | 4                |                  | |
| Sikorsky S-70A                                                                                            | США              | десантный вертолёт                                        | 2                |                  | |

## Опознавательные знаки

Опознавательный знак
Знак на киль

### Эволюция опознавательных знаков
| Опознавательный знак | Знак на фюзеляж | Знак на киль | Когда использовался       | Порядок нанесения     |
| -------------------- | --------------- | ------------ | ------------------------- | --------------------- |
|                      |                 |              | с 1963 по 1986 год        | Крылья, фюзеляж, киль |
|                      |                 |              | с 1986 по 2013 год        | Крылья, фюзеляж, киль |
|                      |                 |              | с 2013 по Настоящее время | Крылья, фюзеляж, киль |